# Obrobitelnost
Obrobitelnost materiálu je z hlediska technologii třískového obrábění jedna z jeho nejdůležitějších vlastností. Je možno ji definovat jako míru schopnosti daného materiálu být zpracováván technologií obrábění. Není snadné definovat obrobitelnost daného materiálu absolutní hodnotou nějaké veličiny. Jedná se totiž o souhrnný vliv fyzikálních vlastností i chemického složení materiálu na průběh a ekonomické i kvalitativní výsledky procesu obrábění. Obrobitelnost však dále závisí i na způsobu obrábění, zvolených řezných podmínkách (řezná rychlost, posuv, řezné prostředí) a na geometrii břitu řezného nástroje.
Technické a konstrukční materiály jsou dle CNN (Celostátní normy a normativy) děleny do následujících skupin:
- a - litiny
- b - oceli
- c - těžké neželezné kovy, měď a slitiny mědi
- d - lehké neželezné kovy, hliník a slitiny hliníku
- e - plastické hmoty
- f - přírodní nerostné hmoty
- g - vrstvené hmoty
- h - pryže
- v - tvrzené litiny pro výrobu válců

V každé skupině je jeden konkrétní materiál označen za etalon (pro ocel je to 14b - ušlechtilá uhlíková ocel 12 050.1), ke kterému je následně určována relativní obrobitelnost všech ostatních materiálů ve skupině. Materiály každé skupiny jsou proto dále děleny do jednotlivých tříd obrobitelnosti na základě tzv. indexu kinetické obrobitelnosti:
kde {\displaystyle v_{c15}} je řezná rychlost nástroje při jeho trvanlivosti T = 15 minut pro analyzovaný materiál a {\displaystyle v_{c15et}} je řezná rychlost nástroje při jeho trvanlivosti T = 15 minut pro etalonový materiál. Třída etalonového materiálu má tedy hodnotu {\displaystyle i_{o}=1}.
Jednotlivé třídy obrobitelnosti jsou označovány číslicemi, umisťovanými před písmeno dané skupiny. Materiály ve třídách s nižším číslem mají horší obrobitelnost a materiály s číslem vyšším mají naopak obrobitelnost lepší. Jednotlivé třídy jsou odstupňovány dle střední hodnoty indexu obrobitelnosti, který je u ocelí: q = 10^(1/10) = 1,26. Hodnota řezné rychlosti {\displaystyle v_{cT}} v sousední třídě je 1,26x vyšší nebo nižší.